# Polder Buków
Polder Buków (česky polder Bukov nebo poldr Bukov) je umělý protipovodňový polder na řece Odra poblíž česko-polské státní hranice, jihovýchodně od vesnice Buków a severozápadně od soutoku Odry a Olše. Poldr se rozprostírá ve gminách Gorzyce, Lubomia (obě okres Wodzisław) a Krzyżanowice (okres Racibórz) ve Slezském vojvodství v Ratibořské kotlině v jižním Polsku.

## Další informace
Maximální objem zachycené vody v polderu je přibližně 53 milionů m³, avšak objem poldru se plánovaně zvyšuje v souvislosti s provozem místních štěrkoven. Poldr se do jisté míry periodicky zaplavuje, udržuje vodu v krajině a je doloženo následné zvýšení biologické rozmanitosti přírody v oblasti. Poldr byl budován v letech 1989-2002 a má rozlohu cca 830 ha. Během výstavby poldru zanikla vesnice Kamień nad Odrą v okrese Wodzisław. Polder Buków je jedním ze stěžejních prvků systému protipovodňové ochrany na řece Odře. Reguluje vodní tok a zabraňuje možným záplavám na řece Odře. Největší vliv má na oblast Ratiboře a Kandřína-Kozlí a do jisté míry i pro oblasti Opole a Vratislavi. Ovládání průtoku poldru je prováděno povrchovým přepadem s jezem proměnlivé výšky regulujícím výšku hladiny. Společně s polderem Racibórz Dolny, který byl dostavěn v roce 2020, tvoří významnou ochranu před povodněmi na řece Odře. Místo je také atraktivní pro turisty, rybáře, milovníky vodních sportů a přírody. Polder Buków, společně s polderem Racibórz Doly, byly také stavěny za účelem budoucího možného splavnění dolního toku Odry a výstavby vodního koridoru Dunaj-Odra-Labe.

## Povodně

### Povodeň 2006
Dne 29. března 2006 přispěl poldr při přelivu Odry ke snížení povodňové vlny na Odře. Na jezu Buków bylo poprvé v historii otevřeno šest plavebních komor a do pravé části poldru se dostalo asi 2 miliony kubíků vody.

### Povodeň 2010
Při povodni v roce 2010 v noci ze 17. na 18. května 2010 zmírnil poldr v kritickém okamžiku špičkovou vlnu na Odře z přibližně 2 000 m³/s na přibližně 1 700 m³/s (max. 300 m³/s). Poldr se začal plnit trvalým přepadem 17. května 2010 ve 12:00 hodin. Kompletní naplnění Poldru skončilo 18. května 2010 v 7:00 hodin. Množství vody zabrané poldrem během vrcholné vlny je odhadováno na 54 milionů m³. Po naplnění nádrže dorazila do Ratiboře zpožděná a mírně zmírněná vrcholová vlna na řece Odře. Naplnění poldru ohrozilo náspy objektu, ale situaci dostali hasiči pod kontrolu. Dne 21. května 2010 došlo vlivem poklesu hladiny v Odře k pozvolnému a kontrolovanému vyprázdnění poldru (otevřena jedna klapka – vypouštění cca 80 m³/s a odpoledne 21. května 2010 byl odtok vody z poldru zvýšen na 150 m³/s.
Další povodňová vlna nastala 2. června 2010, částečně vypuštěný poldr byl znovu otevřen při výšce hladiny 680 cm v Krzyżanowicích. V následujících dnech byla z nádrže vypouštěna voda v množství 40 m³/s.

### Povodeň 2024
Při povodni 2024 přispěl poldr významně ke snížení povodňové vlny na Odře.

## Galerie

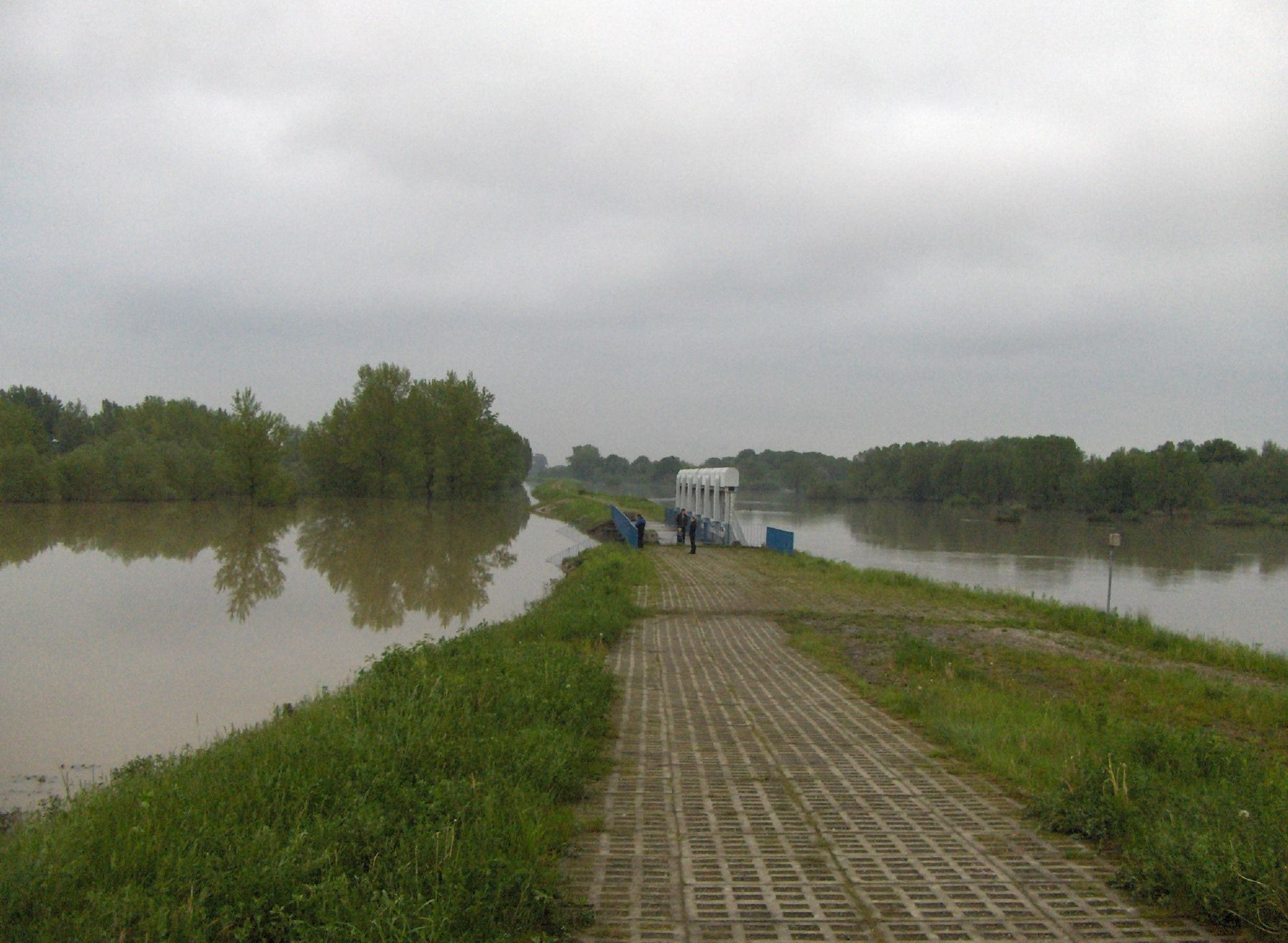
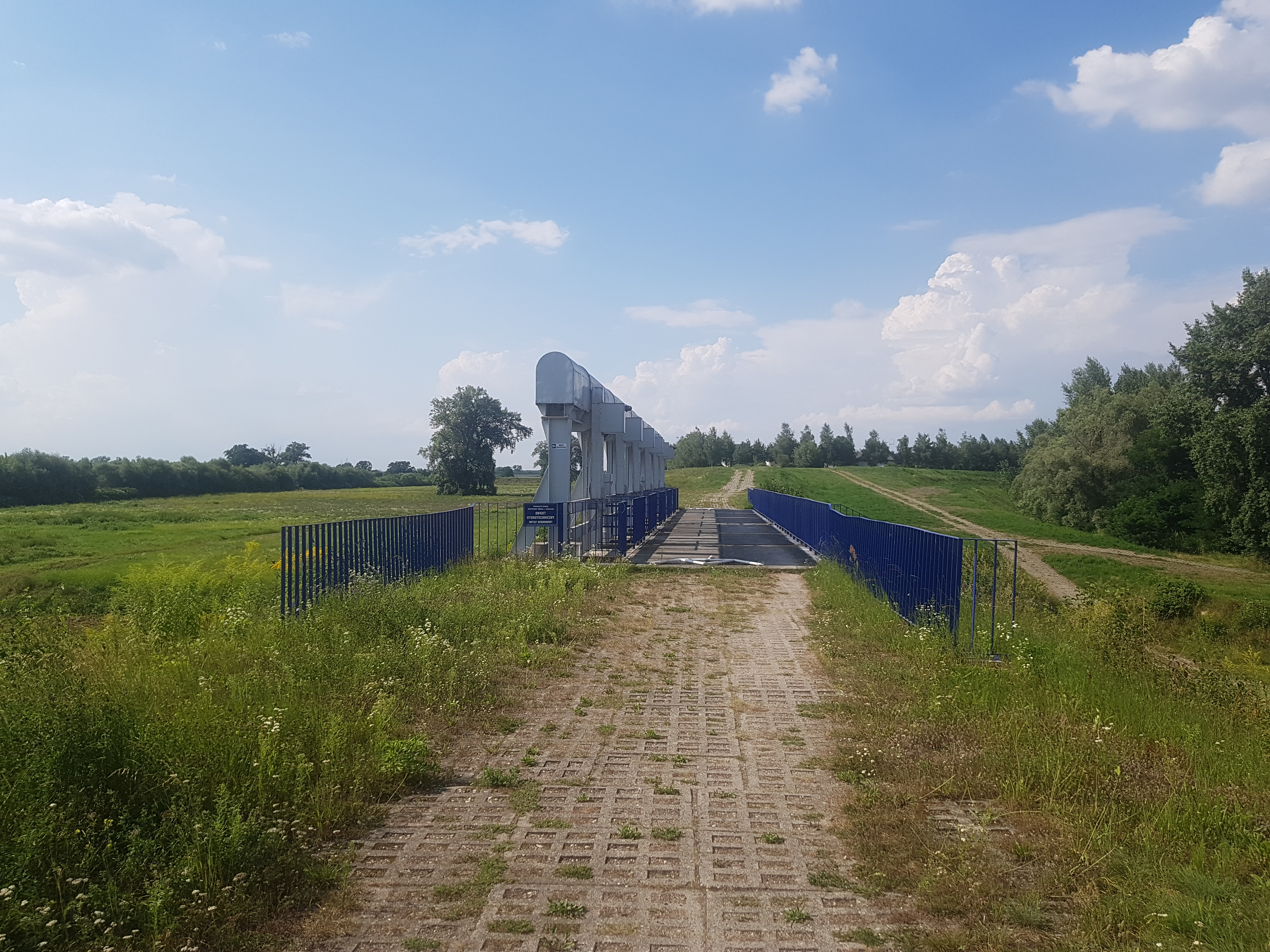
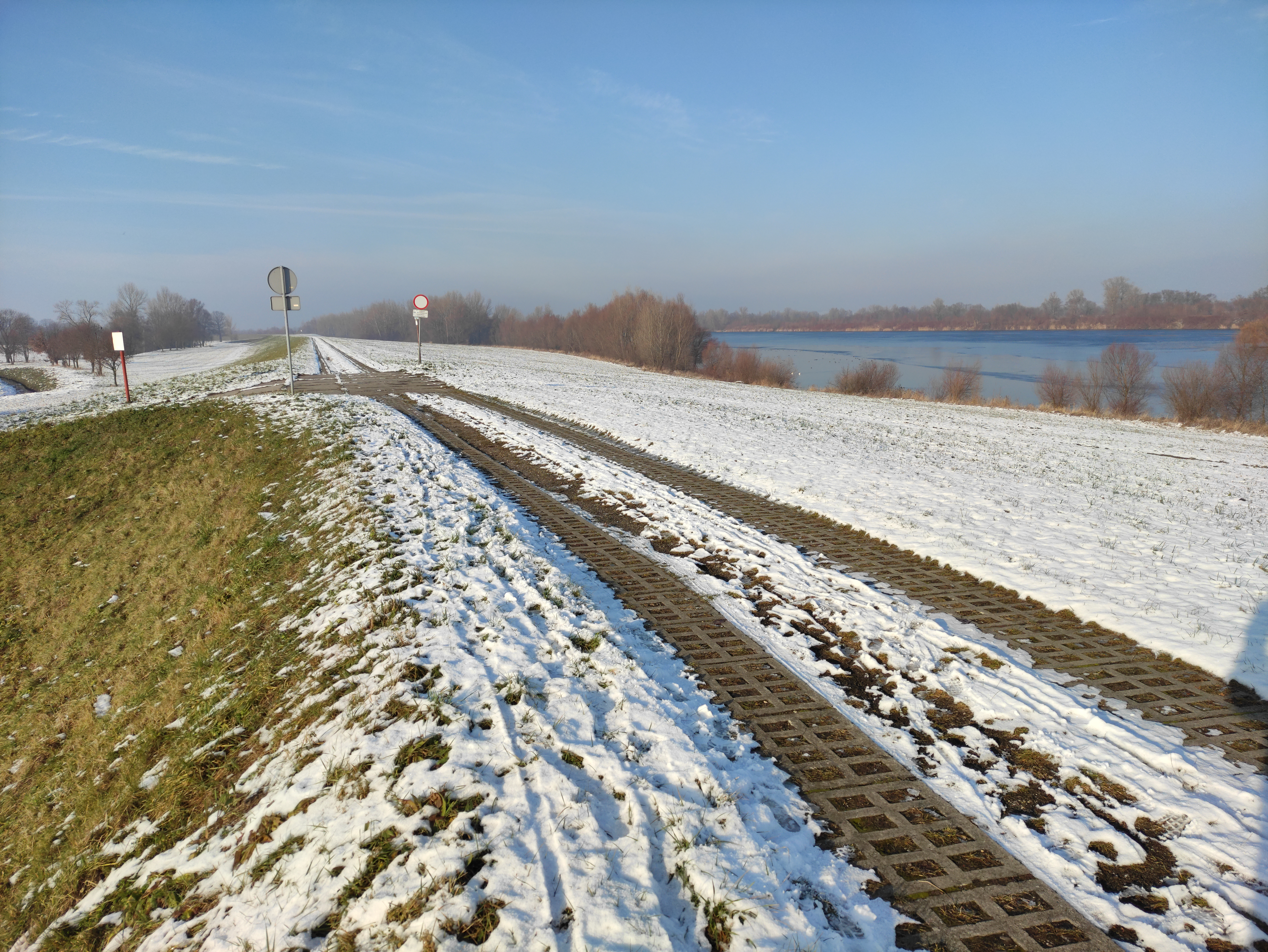
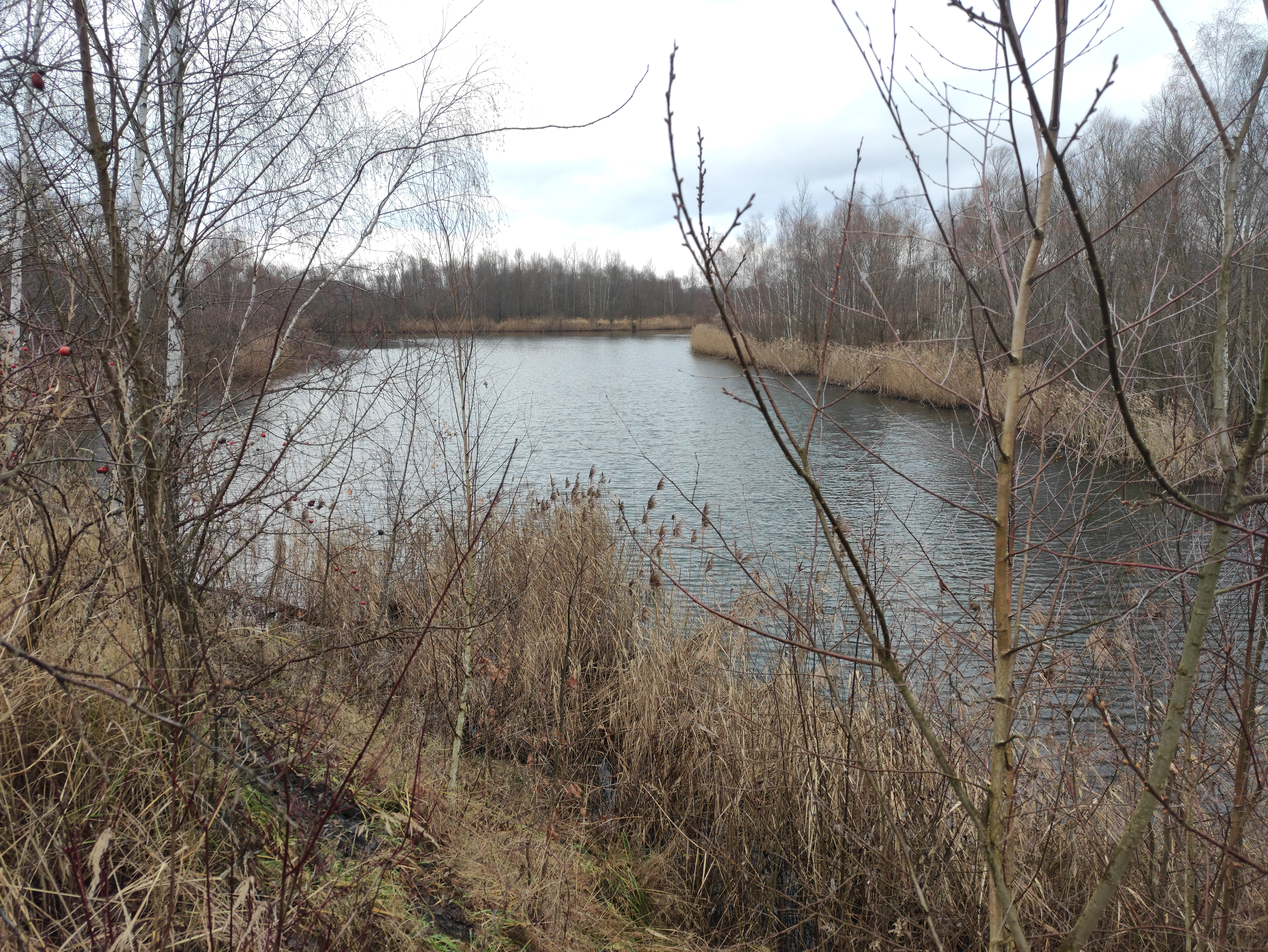
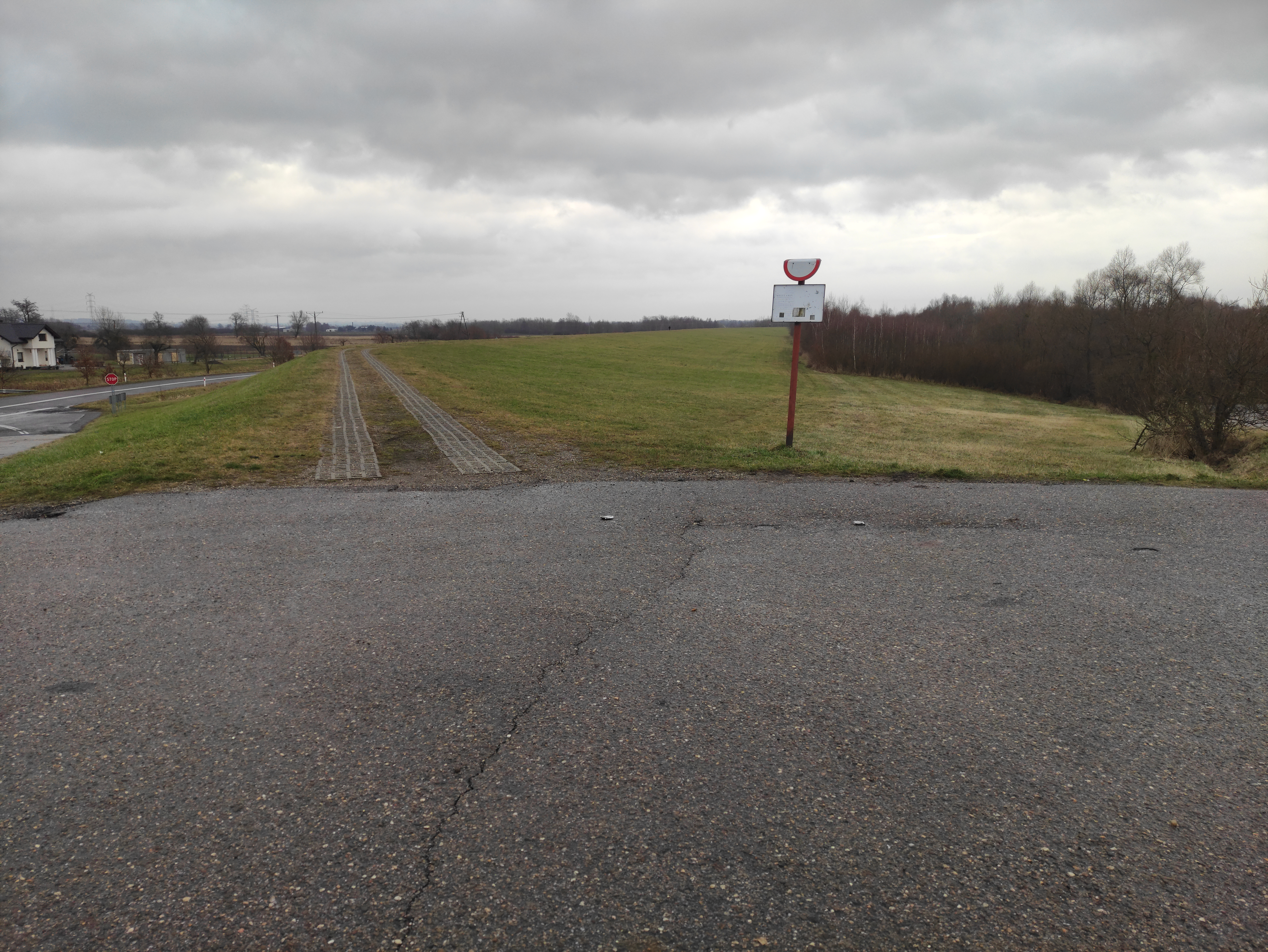
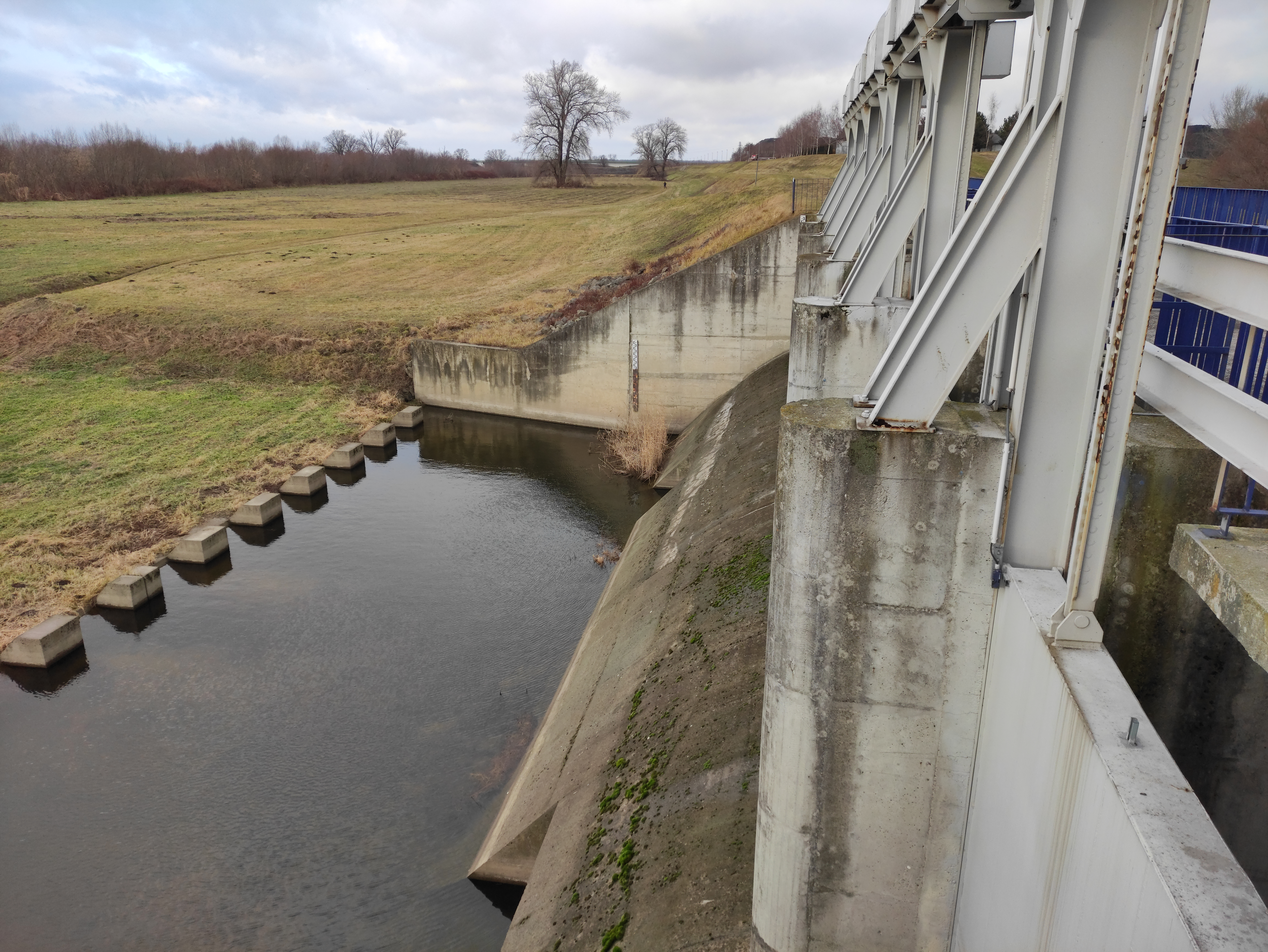
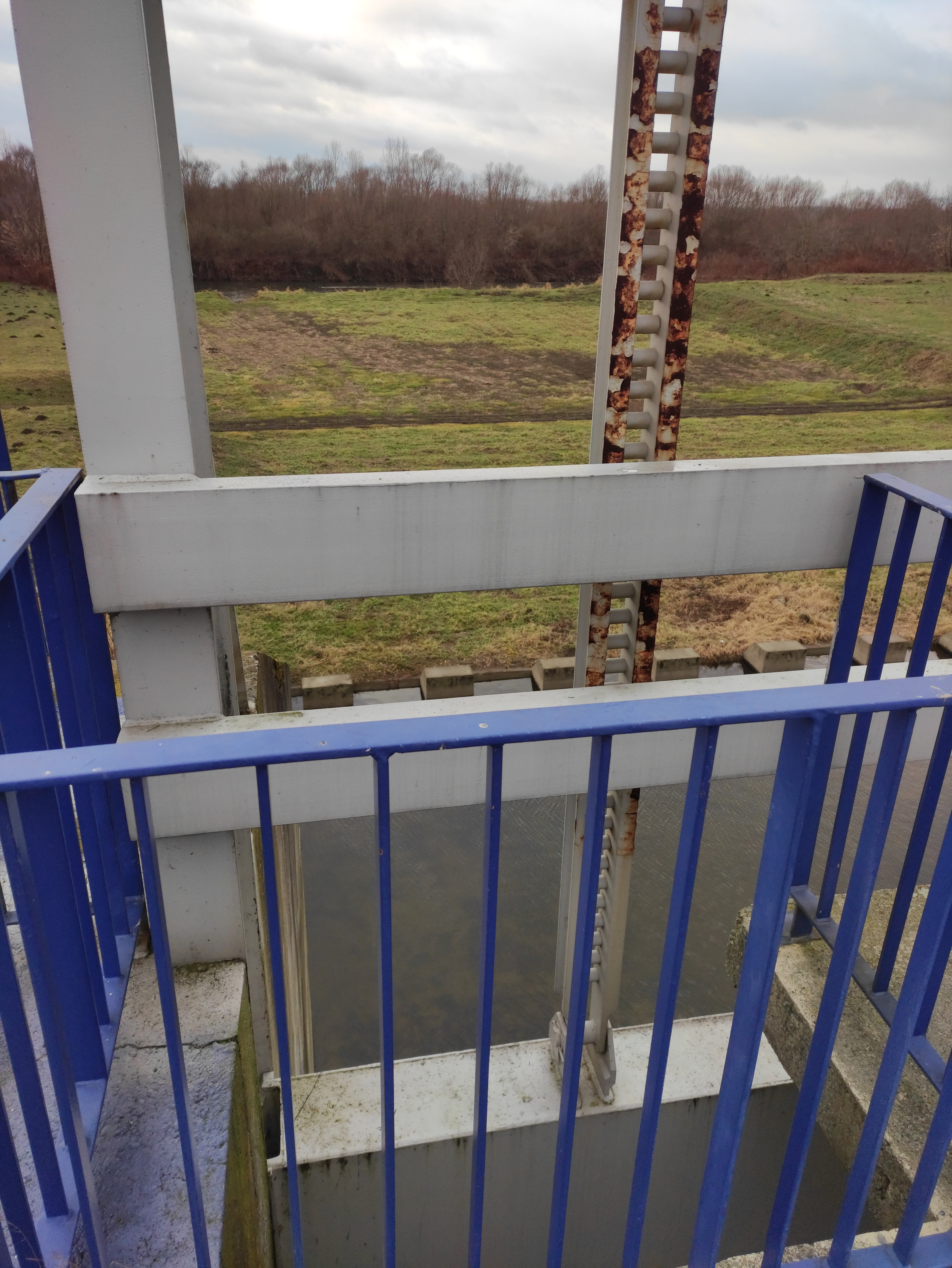
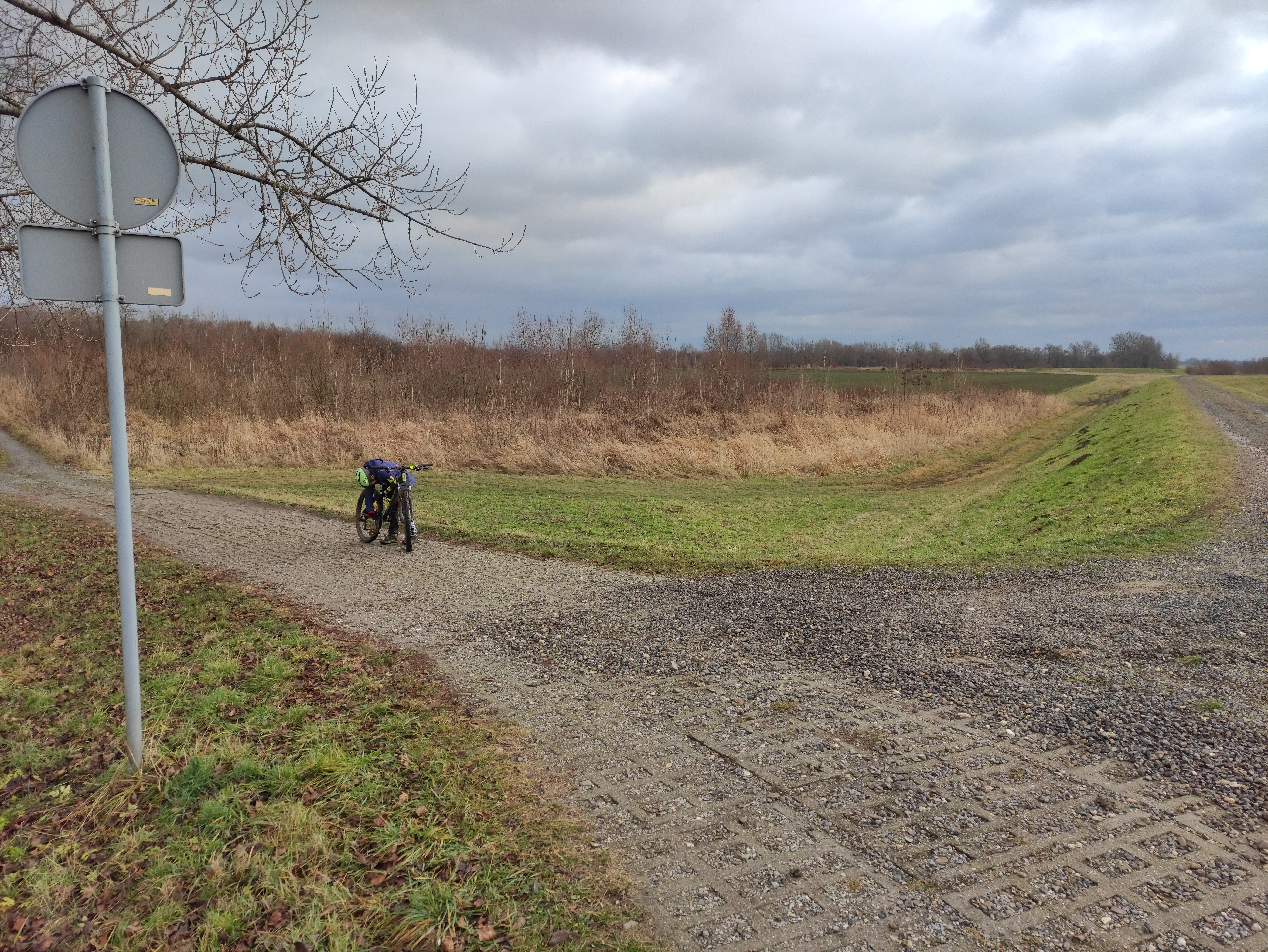
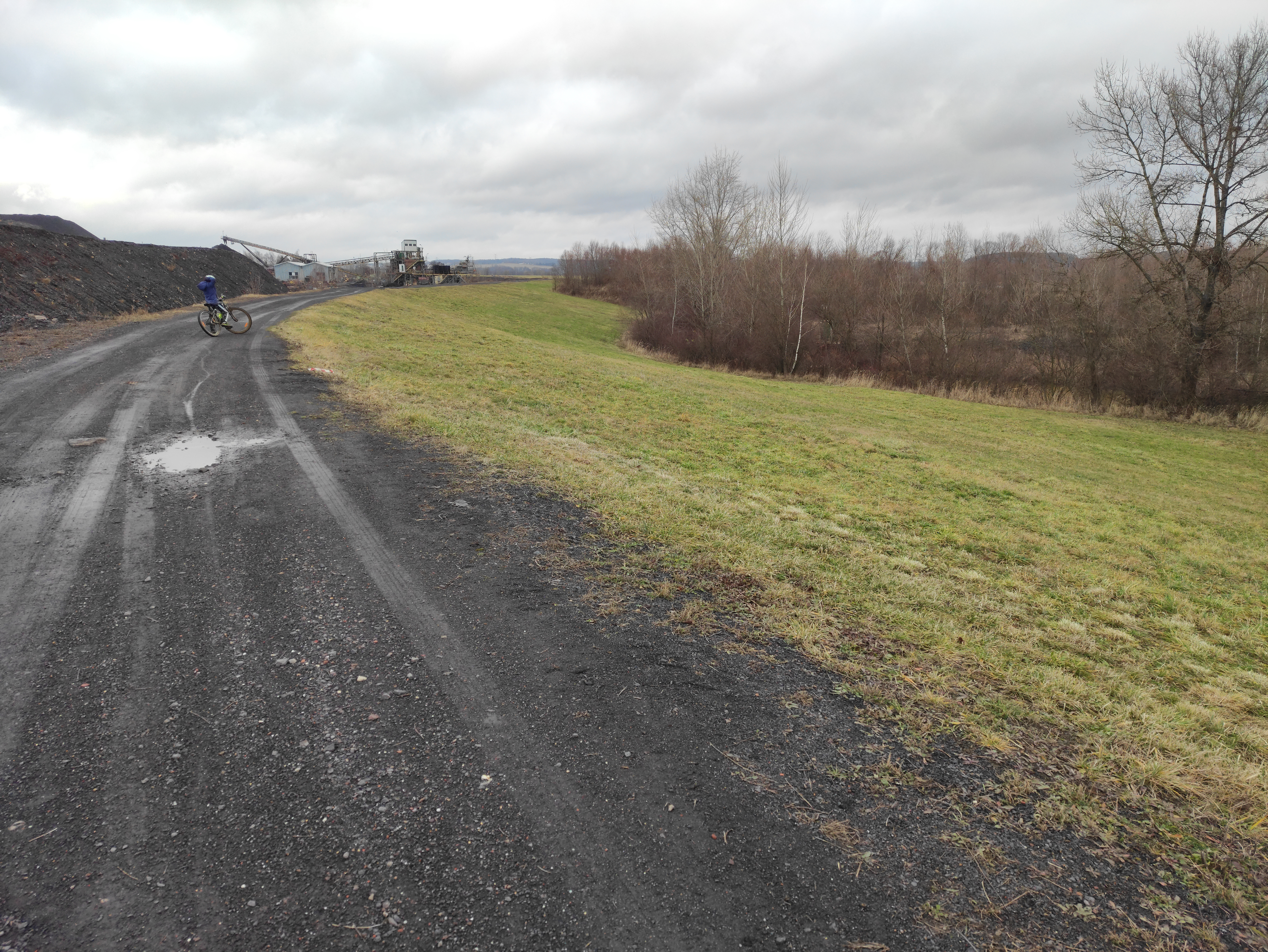
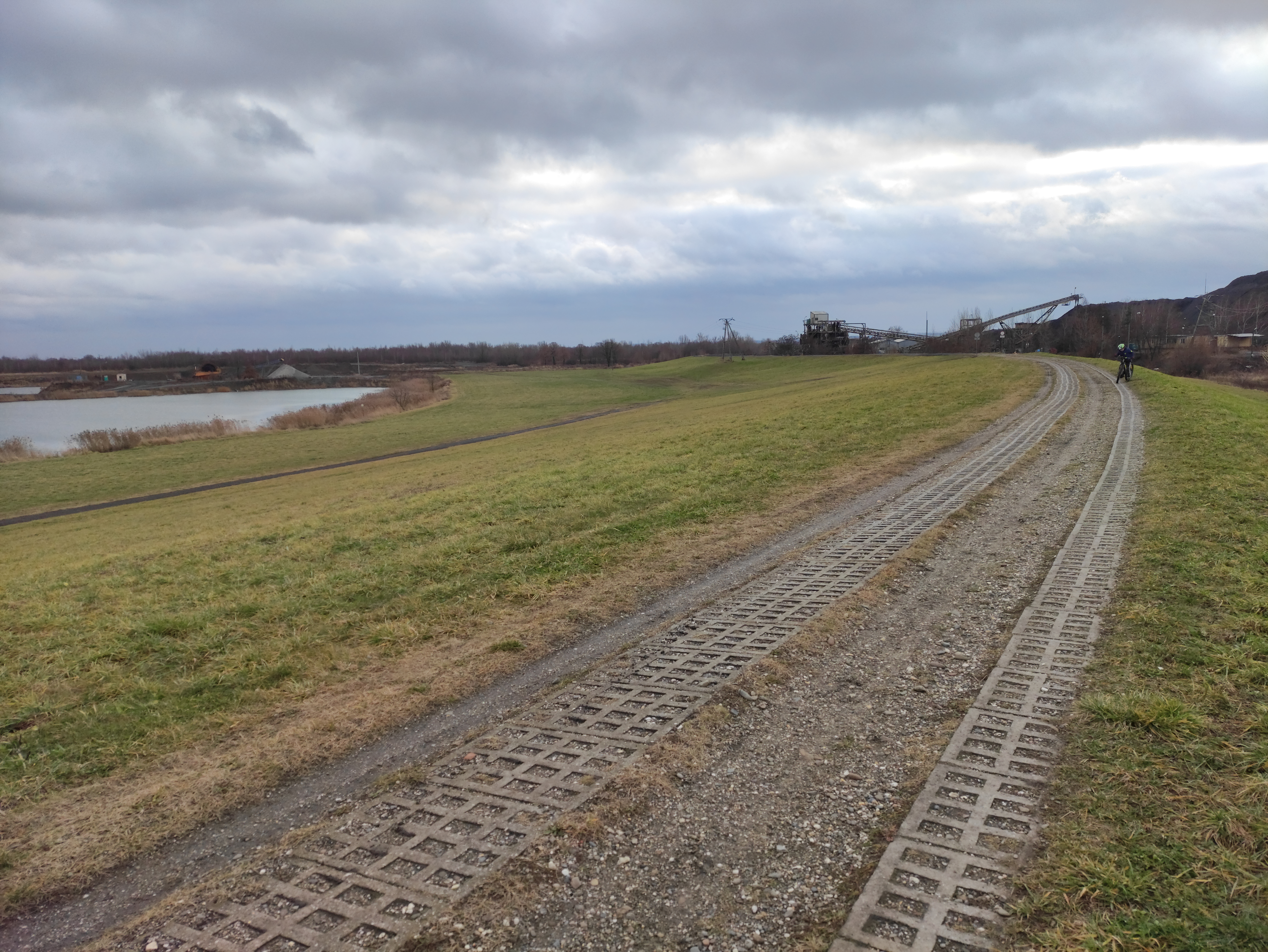
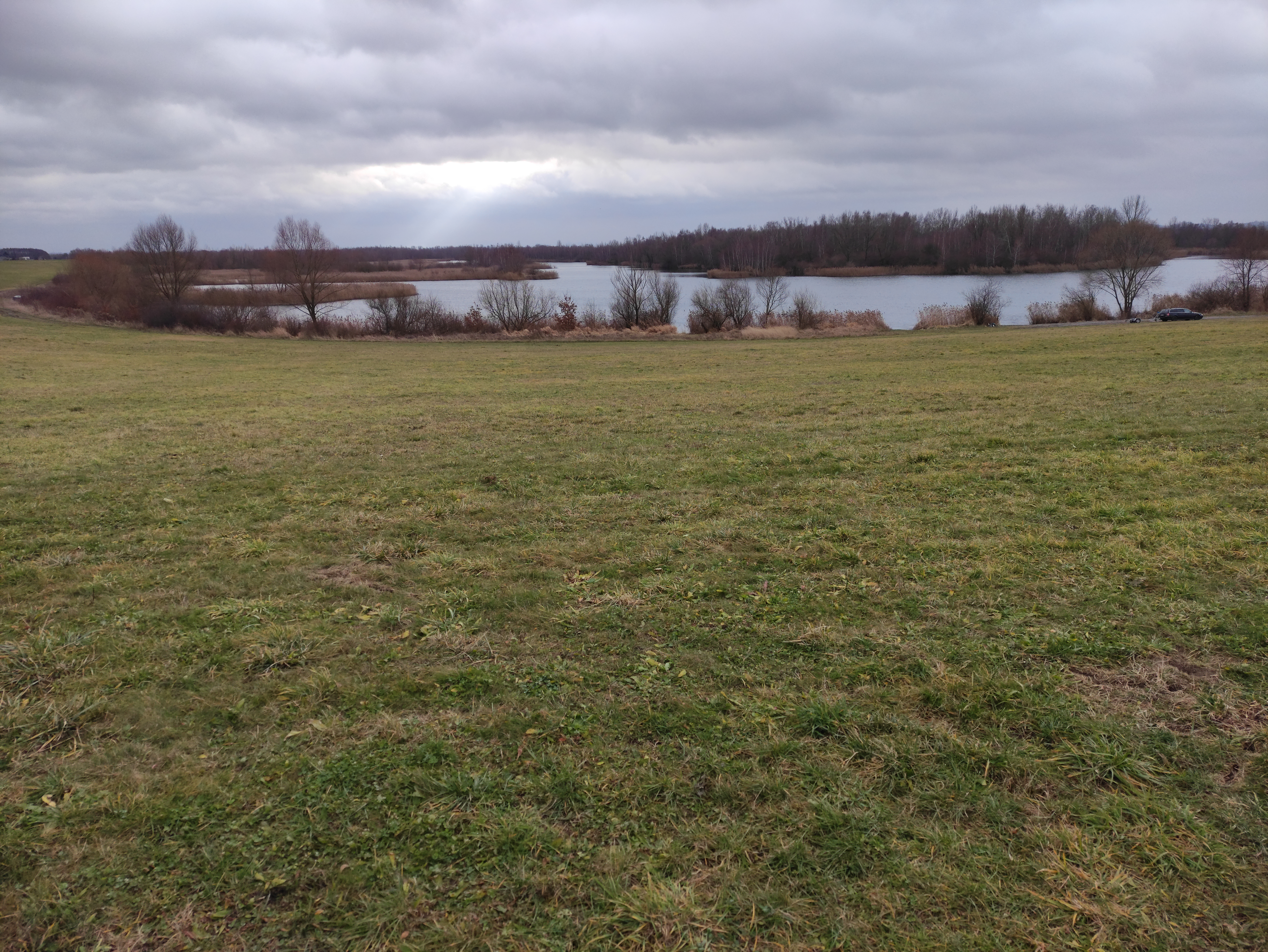